# Pierre Cléaud
Pierre Cléaud (...) è un produttore cinematografico francese.

## Filmografia
- Hotel Chevalier (2007)